# François Girard
François Girard (* 12. Januar 1963 in Saint-Félicien, Québec, Kanada) ist ein kanadischer Regisseur und Drehbuchautor. 

## Leben und Leistungen
Sein Großvater war Musiker. Seine ältere Schwester Doris Girard (* 1956) ist Filmproduzentin. François Girard studierte Musik und startete seine Berufskarriere mit Musikvideos. Er assistierte beim Film Die Frau im Hotel (1984) von Regisseurin Léa Pool. Mitte der 1980er Jahre gründete er die Firma Zone Productions und schuf Kurz- und Werbefilme. Beim Konzertmitschnitt Secret World Live (1994) arbeitete er mit Peter Gabriel zusammen. Ab den 1990er Jahren wagte sich Girard auch an Kinofilme, zum Beispiel 32 Variationen über Glenn Gould (1993) mit Colm Feore in der Titelrolle. Am bekanntesten ist sein Episodenfilm Die rote Violine, dessen Filmmusik von John Corigliano im Jahr 2000 mit einem Oscar gewürdigt wurde.
Girard wurde bei verschiedenen Preisverleihungen geehrt, unter anderem erhielt er 1993 den Genie Award als Regisseur von 32 Variationen über Glenn Gould und beim Toronto International Film Festival eine Spezialerwähnung der Jury für den besten kanadischen Kinofilm. Dieser Film wurde auch bei den Independent Spirit Awards 1995 als bester ausländischer Film nominiert. 1996 gewann Girard zusammen mit anderen den Grammy Award für Secret World Live als bestes Musikvideo. 1998 wurde ihm beim Tokyo International Film Festival der Best Artistic Contribution Award für Die rote Violine verliehen. 1999 bekam er zwei Genie Awards und zweimal den Prix Jutra, jeweils für die beste Regie und das beste Drehbuch für Die rote Violine.
Auf der Bühne wirkte Girard als Opernregisseur der Psalmensinfonie (Symphony of Psalms) von Igor Stravinski und von Oedipus Rex von Stravinski und Jean Cocteau. Ferner inszenierte er 2013 Richard Wagners Parsifal an der MET.

## Filmografie

### Regisseur
- 1990: Cargo
- 1993: Le Jardin des ombres
- 1993: 32 Variationen über Glenn Gould (Thirty Two Short Films About Glenn Gould)
- 1994: Secret World Live
- 1997: Bach Cello Suite #2: The Sound of Carceri
- 1997: Yo-Yo Ma Inspired by Bach (sechsteilige Fernsehserie)
- 1998: Die rote Violine (Le Violon rouge)
- 2007: Seide (Silk)
- 2014: Der Chor – Stimmen des Herzens (Boychoir)
- 2019: The Song of Names

### Drehbuchautor
- 1990: Cargo
- 1993: Le Jardin des ombres
- 1993: 32 Variationen über Glenn Gould (Thirty Two Short Films About Glenn Gould)
- 1998: Die rote Violine (Le Violon rouge)
- 2007: Seide (Silk)

### Schauspieler
- 1998: Die letzte Nacht (Last Night)
- 2019: Vom Gießen des Zitronenbaums (It Must Be Heaven)